# Маккормик, Кэролин
Кэролин Маккормик (англ. Carolyn McCormick; род. 19 сентября 1959, Мидленд, Техас, США) — американская актриса.

## Жизнь и карьера
Кэролин Маккормик наиболее известна по своей роли доктора Элизабет Оливет в телесериале «Закон и порядок», в котором она снималась с 1991 по 2009 год (1991—1997, 2002—2009). Также она сыграла эту роль в спин-оффах шоу: «Закон и порядок: Специальный корпус», «Закон и порядок: Преступное намерение» и «Закон и порядок: Суд присяжных». В 1997 году она покинула «Закон и порядок» ради главной роли в сериале «Крэкер», который был закрыт после одного сезона, после чего вернулась в проект.
Маккормик дебютировала на большом экране в фильме 1985 года «Враг мой» и два последующих года снималась в сериале «Спенсер», в котором исполняла главную женскую роль. После его завершения она в основном выступала на театральной сцене и появлялась на телевидении в таких сериалах как «Звёздный путь: Следующее поколение» и «Закон Лос-Анджелеса». На большом экране у неё в основном были второстепенные роли в фильмах «Просто поворот судьбы», «Ночи в Роданте» и «Будь что будет». На телевидении она также была заметна в сериалах «Справедливая Эми», «Детектив Раш» и «Следствие по телу».